# Атанас Кабов
Атанас Василев Кабов (роден на 11 април 1999 г.) е български футболист, който играе на поста дясно крило. Състезател на Хебър.

## Кариера
Кабов е юноша на Левски (София).
На 28 януари 2021 г. Атанас подписва със софийския Септември. Дебютира на 13 февруари при равенството 0:0 като домакин на Струмска слава.
На 14 юли 2023 г. пловдивчанинът е обявен за ново попълнение на пазарджишкия Хебър. Прави дебюта си на 16 юли при равенството 0:0 като домакин на ЦСКА (София).

## Успехи
Ботев (Враца)
- Втора лига (1): 2017/18

 Царско село
- Втора лига (1): 2018/19

 Септември (София)
- Втора лига (1): 2021/22